# Joaquín de Grado
Joaquín de Grado Escalona (Madrid, c. 1914 - Madrid, 29 de agosto de 1934), fue un joven comunista víctima de la violencia política durante la Segunda República española. Su muerte se ha unido muchas veces a la de la joven socialista Juanita Rico.

## Contexto
A partir de 1933, y especialmente tras el triunfo del centro derecha en las Elecciones generales de España de 1933, comenzó un proceso de radicalización en la juventud socialista española, con ciertos vínculos con la UJCE. Pero, sin duda, lo que acercó aún más a los jóvenes socialistas y comunistas a partir del verano de 1934 fue el asesinato de dos miembros de sus organizaciones en enfrentamientos con falangistas: Juanita Rico, miembro de la FJS, fallecida el 21 de junio de 1934; y Joaquín de Grado, dirigente de la UJCE, fallecido el 29 de agosto del mismo año. 

## Atentado
Según la prensa, en la tarde del 29 de agosto de 1934, en el barrio madrileño de Cuatro Caminos, un grupo de comunistas intentó impedir que dos falangistas repartieran hojas de la CONS a los parados. Hubo una colisión entre los dos grupos y durante la huida, un activista de FE apellidado Martínez hirió de muerte a Joaquín de Grado Escalona, miembro del Comité Central de la UJCE y jefe de Radio Norte. 
Practicada la autopsia a Joaquín de Grado, se comprobó que la bala que le ocasionó la muerte le entró por la región cervical y salió por el primer molar izquierdo. Murió a los pocos minutos. El día 31 se verificó su entierro, en el que todas las organizaciones de clase expresaron su condolencia. Fue una multitudinaria expresión de dolor donde no faltaron incidentes con la policía y un gesto fraternal del aviador Arturo González Gil, que lanzó desde su avioneta una corona de flores sobre la comitiva.